# Michael Pelzel
Michael Pelzel (* 20. März 1978 in Rapperswil, Schweiz) ist ein Schweizer Organist, Komponist und Musiktheoretiker. Er lebt in Stäfa am Zürichsee.

## Leben
Von 1998 bis 2009 absolvierte er eine Berufsausbildung an den Musikhochschulen von Luzern, Basel, Stuttgart, Berlin und Karlsruhe. Er studierte unter anderem Klavier bei Ivan Klánský, Orgel bei Martin Sander, Ludger Lohmann und Guy Bovet und Komposition bei Dieter Ammann, Detlev Müller-Siemens, Georg Friedrich Haas, Hanspeter Kyburz und Wolfgang Rihm sowie Musiktheorie bei Roland Moser und Balz Trümpy. Michael Pelzel ist als freischaffender Komponist und Organist der reformierten Kirchgemeinde Stäfa am Zürichsee tätig. Er entfaltet eine rege internationale Konzerttätigkeit als Organist. Er unterrichtet zudem an Musikhochschulen im Bereich Musiktheorie und hielt Workshops für Komposition und Orgel an der Universität Stellenbosch, Potchefstroom und Pretoria (Südafrika), sowie auch an der Swarnabhoomy Music Academy in Kanchipuram (Tamil Nadu). Seit März 2022 lehrt er Komposition und Musiktheorie an der Gustav Mahler Privatuniversität für Musik in Klagenfurt am Wörthersee.
Als Organist war Pelzel unter anderem zu Gast in der Swiss Church, London und in den Kathedralen von San Francisco, Los Angeles, Sydney und Cape Town sowie dem Orgelfestival von Magadino, dem Mariinski-Theater in Sankt Petersburg, dem Berliner Dom, Kunststation St. Peter, Köln, Liebfrauenkirche Zürich, Kathedrale Solothurn und der Domkirche in Visby, Gotland (Schweden) und der St. John’s Church in Kalkutta (Indien).
Die Kompositionen von Michael Pelzel werden interpretiert u.a vom Collegium Novum Zürich, aequatuor-Ensemble, Zürich, ensemble VORTEX, Genf, ensemble zora, Aarau, ENSEMBLE PHOENIX, Basel, ensemble alea III, Boston, ensemble recherche, Freiburg im Breisgau, ensemble mosaik, Berlin, klangforum wien, Linea Ensemble, Strasbourg, quatuor diotima, Paris, ensemble intercontemporain, Paris, dem Team Chor, Jona, dem Symphonieorchester des Bayerischen Rundfunks und dem Sinfonieorchester Basel. Seine Werke erklingen an Festivals wie Ensemblia, Mönchengladbach; Mouvements, Saarbrücken; Musica Viva, München; Darmstädter Ferienkurse für Neue Musik; Donaueschinger Musiktage; IGNM-Basel; IGNM Bern; Wien Modern; Klangspuren, Schwaz Tirol; Archipel, Genève; Tremplin, Paris; Lucerne Festival; Tel Aviv Museum, Tel Aviv; Art on Main, Johannesburg.

## Werke

### Solostücke / Solo Pieces
- „…psalmodie volubile…“ Flöte/flute (fl) 2003
- „...trois études-bagatelles...“ Orgel / organ(org) 2004
- „Toccata fluida“ Orgel / organ (org) 2004
- „...trois bagatelles perforées...“ Akkordeon / accordion (acc) 2008
- „Brushing“ Klavier / piano (pno) 2009
- "As time goes by" Violoncello 2018

### Kammermusik / Chamber music
- „...figures perforées...“ (fl, clar, vl, vc, pno) 2006
- „...trio volubile...“ (fl, vc, org) 2007
- „corrugated passacaille“ (sax, vc, acc) 2009
- „Chant fractal“ (ob, vl) 2009
- „Blue and monochrome“ (clar, sax, acc) 2009
- „Slivers of Sound “ (string quartett) 2009
- „...mélodie fractal...“ (bass, tr, hrn, pos, org)
- „Piano Operation“ (soprano, ob, vc, pno) 2009
- „...vers le vent...“ (string quartett) 2010
- „Gruis“ 3 kurze Stücke (tr,hrn) 2010
- „Erlkönig“ (Goethe) (baritone voice, fl, clar, vl, vc, pno) 2012
- „…vague écume des mers…“ (string quartett) 2013
- "Alf"-Sonata 2014
- "Carnaticaphobia" 2017
- "zwanzig klavierstücke" 2018

### Ensemblewerke / Ensemble Pieces
- „...par la brume flottante...“ (fl, clar, vl, vla, vc, db, perc) 2004
- „...danses oniriques...“ (fl, clar, perc, 2 pnos, vl, vla, vc, db, perc) 2005, mit zwei Klavieren im Sechsteltonabstand
- „...sentiers tortueux...“ (fl, ob, clar, perc, 2 pnos, vl, vla, vc, db, perc) 2007
- „...along 101...“ (fl, ob, clar, fag, hrn, tr, pos, pno, cel, 2 perc, vl, vla, vc, db) 2008
- „Sempiternal lock-in“ (fl, ob, clar, fag, hrn, tr, pos, 2 pnos/cel, hp, 2 perc, 2 vl, vla, vc, db) (short (12‘) and long (35‘) versions available) 2012
- „Sculture di suono“ in memoriam Giacinto Scelsi (3 fl, ob, 2 cl, sax, 2 hrn, trp, 2 pos, 2 vl, 2 vla, 2 vc, 2 db) 2013
- "Dance of the magic Waterbells" 2014
- "Chromosphère" in memoriam György Ligeti

### Orchester-, Chorwerke, Konzerte / Orchestra, Choir pieces, Concertos
- „...méandre inondé...“ (clar. and orchestra) 2005
- „Dreamland“ (semiprofessional choir and orchestra) 2008
- „Chatoiements à l’air“ (chamber orchestra) 2012
- „Sculture di suono“ in memoriam Giacinto Scelsi (3fl, ob, 2 cl, sax, 2 hrn, trp, 2 pos, 6 vl, 6 vla, 6 vc, 4 db) 2013
- "Gravity’s Rainbow" 2016
- "Danse diabolique" 2016
- "Mysterious Anjuna Bell" 2016
- „Mysterious Benares Bells“ (für Orchester mit Elektronik) 2019

### Oper, Musiktheater
- „Last Call“, Musiktheater in drei Akten, Libretto: Dominik Riedo, UA 28. Juni 2019 Opernhaus Zürich[2]

## Auszeichnungen
- 2003 Preisträger beim Kompositionswettbewerb Neue Musik mit historischen Instrumenten der Ensemblia Mönchengladbach
- 2005 Preisträger beim Kompositionswettbewerb der Musica Viva, München
- 2005 Preisträger beim Kompositionswettbewerb der Stiftung Christoph Delz, Basel
- 2006 Studienpreis der Kiefer Hablitzel Stiftung, Bern
- 2006 Werkjahr des Kulturdepartementes des Kantons St. Gallen
- 2007 Studienpreis der Kiefer-Hablitzel-Stiftung, Bern
- 2007 Preisträger beim Kompositionswettbewerb Jurgenson Competition, Moskau
- 2007 Preisträger beim Kompositionswettbewerb Edisson Wassiljewitsch Denissow, Tomsk
- 2009 Preisträger beim Kompositionswettbewerb Music Today, Seoul
- 2009 Kulturpreis der Stadt Rapperswil-Jona
- 2010 Preisträger des Marguerite Staehelin Förderpreises, zweiwöchiger Aufenthalt in der Casa Pantrovà, Carona TI.
- 2011 Busoni-Kompositionspreis der Akademie der Künste, Berlin
- 2012 Preisträger des Hans-Balmer-Preises für künstlerisches Orgelspiel (Basel)
- 2012 Preisträger des UBS Förderpreises
- 2012 Werkjahr der Stadt Zürich
- 2015 Kompositionspreis der Landeshauptstadt Stuttgart
- 2017 Komponisten-Förderpreis der Ernst von Siemens Musikstiftung
- 2018 GEMA-Musikautorenpreis
- 2020 Aufenthaltsstipendium Herrenhaus Edenkoben (Rheinland-Pfalz)